# Ocratoxina

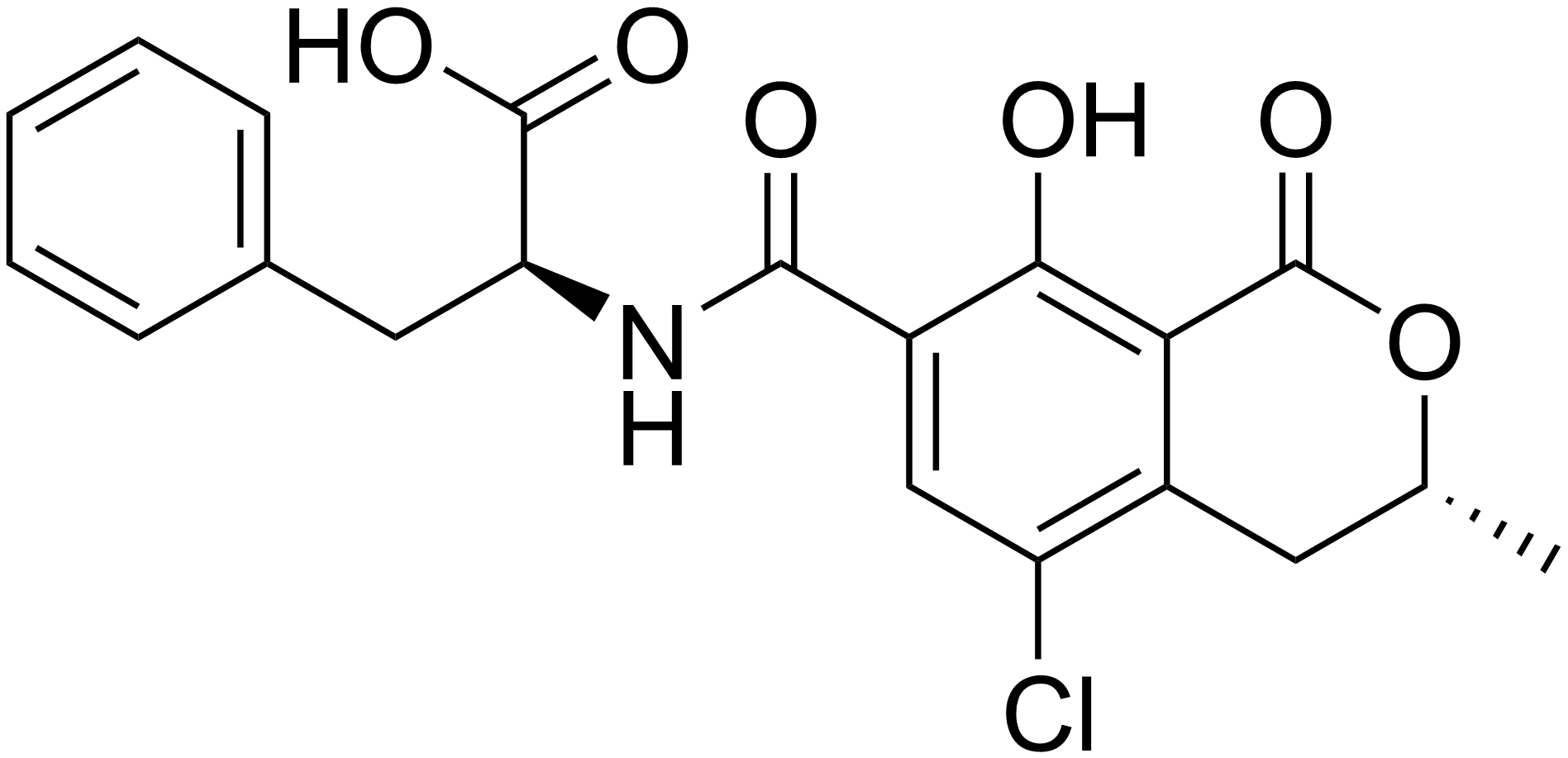
Estrutura química da ocratoxina A

Ocratoxina A, ocratoxina B ou ocratoxina C são um grupo de compostos tóxicos com estrutura semelhante à beta-fenilalanina com ligação amida com desidroisocumarina. Ocorre entre diversos produtos tais como: milho, sorgo, café, aveia, feijão, uvas. Foi observada pela primeira vez em 1969 por Shotwell. Suas principais ações ocorrem a nível de rins e fígado.